# O. John Rogge

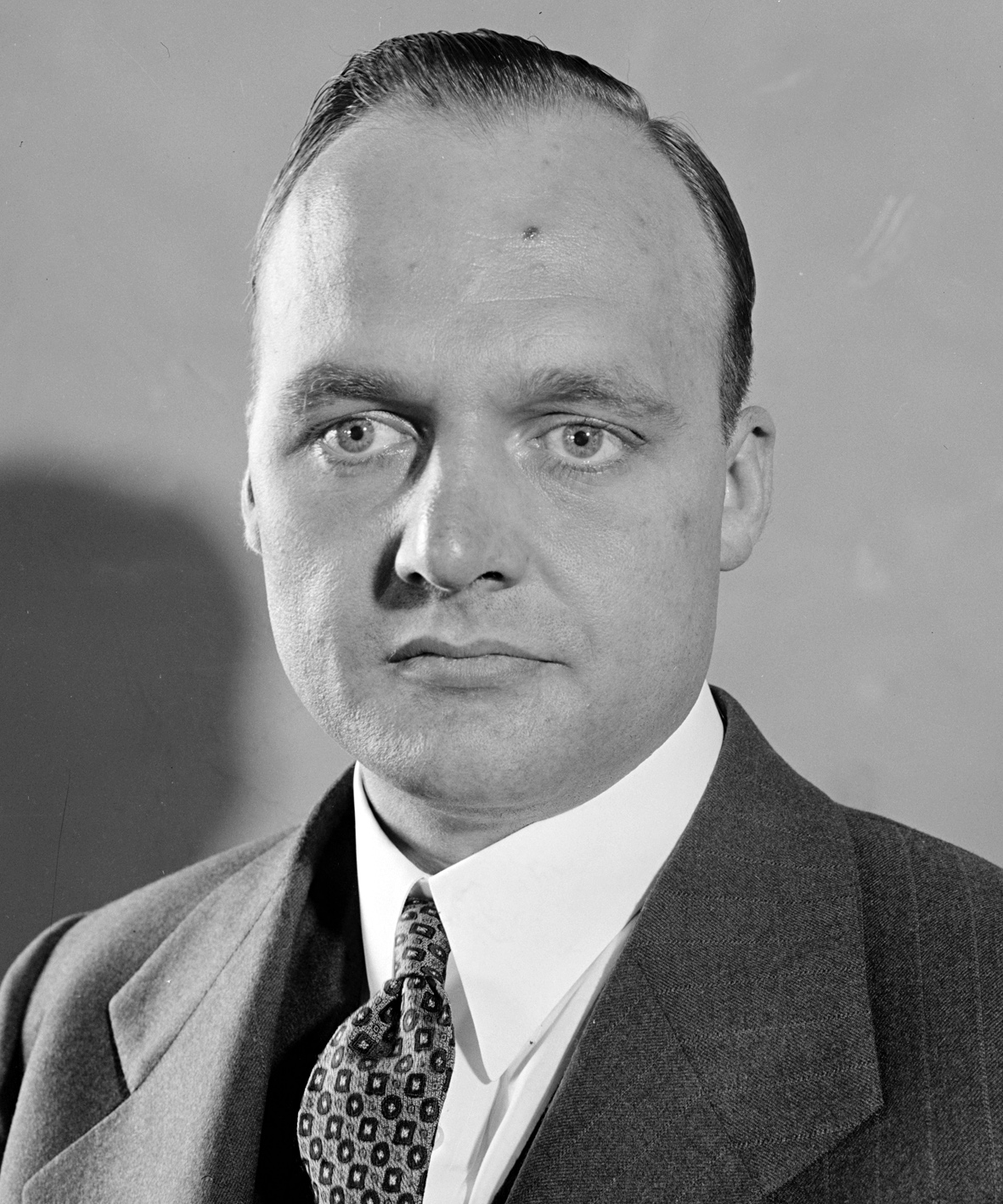
O. John Rogge (1939)

Oetje John Rogge [ˈiːtʃi dʒɔn ˈɹɔɡə], im öffentlichen Leben als O. John Rogge bekannt (* 12. Oktober 1903 in Illinois; † 22. März 1981 in New York), war ein amerikanischer Jurist und Friedensaktivist. In der Roosevelt-Administration brachte er es bis zum Assistant Attorney General und machte sich einen Namen mit politischen Strafverfahren gegen Korruption und gegen nationalsozialistische Aktivitäten in den USA. Unter Truman entlassen, engagierte er sich in der Progressive Party für die Präsidentschaftskandidatur von Henry A. Wallace. Zugleich verteidigte Rogge als Bürgerrechtsanwalt antifaschistische und kommunistische Aktivisten und Gruppen und nahm eine führende Rolle in der kommunistisch beeinflussten Weltfriedensbewegung ein, unter anderem als Präsidiumsmitglied des Ständigen Komitees des Weltkongresses der Kämpfer für den Frieden, das den Stockholmer Appell herausgab. Nach einer abrupten politischen Kehrtwendung trat er 1951 gegen ehemalige Mitkämpfer aus der politischen Linken auf. Seine Verteidigung von David Greenglass trug zum Todesurteil gegen Ethel und Julius Rosenberg wegen Spionage bei, und er stellte sich als Zeuge der Anklage für das Verfahren gegen W. E. B. Du Bois und das Peace Information Center zur Verfügung.

## Steiler Aufstieg
Rogge wuchs als Sohn deutscher Einwanderer auf einem Bauernhof in Illinois auf. Bis zur Einschulung soll er nur Niederdeutsch gesprochen haben. Dem Bildungsaufsteiger gelang eine akademische Karriere in der Rechtswissenschaft, die ihn über die University of Illinois nach Harvard führte. In Harvard gehörte Rogge zu den Herausgebern des Harvard Law Review und erwarb 1931 den Grad eines Doktors der Rechte.
Nachdem Franklin D. Roosevelt Präsident der USA geworden war, zog Rogge 1933 nach Washington, D.C. und arbeitete als Jurist für die Reconstruction Finance Corporation, eine Agentur des New Deal, die staatlich finanzierte Kredite an Banken und andere Unternehmen vergab.  Bald wechselte er als Assistant General Counsel (etwa: Assistent des Chefjuristen) zur Börsenaufsichtsbehörde (United States Securities and Exchange Commission, SEC), wo sein spektakulärster Fall das Vorgehen der Behörde gegen die Transamerica Corporation war, eine damals vom Chef der Bank of America, Amadeo Giannini, kontrollierte Holding. 1939 wurde Rogge ins Justizministerium der Vereinigten Staaten berufen, wo er als Assistant Attorney General die Abteilung für Strafrecht leitete. Sogleich übernahm Rogge dort eine Aufgabe, die ihn ins Rampenlicht der Öffentlichkeit brachte und ihm sowohl Lob als auch heftige Angriffe eintrug: Er ging systematisch gegen die politische Korruption vor, wie sie als Erbe der Regierung des Gouverneurs Huey Long im Bundesstaat Louisiana herrschte.
Als Special Assistant des United States Attorney General, Francis Biddle, ermittelte Rogge seit 1943 unter der Anklage der Anstiftung zum Aufruhr („sedition“) gegen 30 nationalsozialistische Propagandisten in den Vereinigten Staaten. Das Verfahren zog sich jedoch jahrelang hin. 1946 entsandte der Nachfolger Biddles, Attorney General Tom C. Clark, Rogge nach Deutschland, um dort weiteres Material zu recherchieren. Dieser führte eine Reihe von Interviews und sah Unterlagen ein. Danach glaubte er zahlreiche bedeutende Personen aus der amerikanischen Wirtschaft, Kultur und Politik als willentliche oder unwillentliche Helfer der Nazis identifizieren zu können, unter anderem den Senator Burton K. Wheeler, den Rundfunkprediger Charles Coughlin, Charles Lindbergh und andere Mitglieder des „America First Committee“, William Rhodes Davis und Henry Ford. Clark untersagte ihm jedoch die Veröffentlichung seines über 300 Seiten umfassenden Berichts. Als Rogge dennoch in einer Rede vor dem Swarthmore College Namen nannte, entließ ihn Clark umgehend, offenbar auf Anordnung von Truman selbst.
In zeitgenössischen Beschreibungen erscheint der „robuste, rothaarige, deutschblütige Prozessanwalt“ Rogge als frühreifes und ehrgeiziges juristisches Talent, das keine Angst vor massiven Auseinandersetzungen hatte, gelegentlich jedoch den Bogen überspannte. Rogge galt als Hoffnungsträger der Demokratischen Partei. Er war nach dem Bericht eines jüngeren Kollegen aus der SEC unglücklich verheiratet; weil er abends nicht nach Hause wollte, arbeitete er sehr viel. Die Ehe wurde 1940 geschieden; wenig später heiratete Rogge jedoch ein zweites Mal.

## Linker Bürgerrechtsanwalt und Politiker
Nach seiner Entlassung zog Rogge nach New York und eröffnete dort eine Rechtsanwaltskanzlei. In einer Reihe spektakulärer politischer Strafverfahren verteidigte er linke Gruppen und Einzelpersonen. So vertrat er seit 1947 das Joint Anti-Fascist Refugee Committee gegen den Vorwurf der „Missachtung des Kongresses“, den das Komitee für unamerikanische Umtriebe erhoben hatte. In den Prozessen gegen die Kommunistische Partei der USA nach dem Smith Act 1949 trat er als Verteidiger auf, und er fungierte als Rechtsvertreter des „Defense Committee“ der Bundesangestellten bei dessen Vorgehen gegen Trumans „Loyalty Security Program“, eine Art Gesinnungsprüfung für Angestellte der Bundesregierung.
Zugleich schloss sich Rogge der Präsidentschaftskampagne für Henry A. Wallace an. Er verließ die Demokratische Partei und trat der New Yorker Tochterorganisation der Progressive Party, der von Vito Marcantonio geleiteten American Labor Party, bei. Auf ihrer Liste kandidierte er als Richter am „Surrogate’s Court“ des Staates New York, einer Art Nachlassgericht, allerdings erfolglos.  Rogge war zudem Vorsitzender des Komitees „Wallace for President“ in New York und ernsthaft als Vizepräsident in Wallaces Mannschaft im Gespräch.
Bei seinen politischen Aktivitäten sparte Rogge nicht mit sehr scharfer Kritik an der Politik der USA, insbesondere am McCarthyismus. In seinen zahlreichen öffentlichen Auftritten der 1940er Jahre sprach er immer wieder von einem „Faschismus nach amerikanischer Art“. Vor allem die politischen Strafverfahren gegen Linke aller Art zogen seine vernichtende Kritik auf sich. Er veröffentlichte im Jahr 1949 sein Buch Our Vanishing Civil Liberties, in dem er seinen Standpunkt deutlich machte. Rogge nahm auch Führungspositionen in Organisationen ein, die eine ähnliche Sicht vertraten, so im Civil Rights Congress und in der National Lawyers Guild. Das Komitee für unamerikanische Aktivitäten behauptete daher in einem Bericht, er sei mit „fünf bis zehn kommunistischen Frontorganisationen“ verbunden.

## Weltfriedensaktivist im Kalten Krieg
Rogge sprach auf einer Reihe von Tagungen der kommunistisch beeinflussten Weltfriedensbewegung, unter anderem auf dem Weltkongress der Intellektuellen zur Verteidigung des Friedens in Wrocław 1948, dem Weltkongress der Kämpfer für den Frieden in Paris und dem Continental Congress for Peace in Mexiko-Stadt 1949. Obwohl er zur Standardbesetzung derartiger Tagungen gehörte, war Rogge dort ein Außenseiter. Er zollte weder der Zwei-Lager-Theorie Schdanows Tribut, wie das viele Teilnehmer taten, noch der Truman-Doktrin. Vielmehr betonte er immer wieder die gemeinsame Verantwortung der USA und der Sowjetunion sowie die Rolle der Vereinten Nationen.
Solche Bewertungen, die auf den Kongressen oft mit Zurückhaltung oder Unmut aufgenommen wurden, standen aber nicht seiner Wahl ins zwölfköpfige Präsidium des aus insgesamt 133 Mitgliedern bestehenden Ständigen Komitees des Weltkongresses der Kämpfer für den Frieden im Weg. Er nahm an der Stockholmer Tagung dieses Komitees im März 1950 teil und war daher direkt an der Annahme des Stockholmer Appells beteiligt, zu dessen Erstunterzeichnern er gehörte. Wenige Tage zuvor hatte er dem Präsidium des Obersten Sowjets in Moskau seinen „persönlichen Friedensplan“ vorgelegt, der vor allem darauf zielte, die „Berge der Furcht zu versetzen“, die sich zwischen den Supermächten erhoben. „Moving the Mountains of Fear“ war denn auch der recht pathetische Titel seiner Rede.
Die Spannungen zwischen Rogge und der Mehrheit des Ständigen Komitees wuchsen jedoch bald. Zwei Themen waren dafür entscheidend: der Ausschluss Jugoslawiens aus der Friedensbewegung, den das Ständige Komitee bereits 1949 beschlossen hatte, und der Koreakrieg. Rogge besuchte im April 1950 Jugoslawien und traf dort Josip Broz Tito. Zunehmend setzte er seine Hoffnungen auf den blockfreien Status dieses Landes und agierte sogar als Berater Jugoslawiens in den USA. Diese Positionierung trug ihm heftige Angriffe von allen Seiten ein. Auf den Koreakrieg reagierte Rogge mit Appellen zu einer internationalen Vermittlung unter den Auspizien der Vereinten Nationen – ebenfalls eine Position ‚zwischen allen Stühlen‘. Gemeinsam mit zwei weiteren Außenseitern aus dem Ständigen Komitee, dem britischen Labour-Abgeordneten Konni Zilliacus und dem französischen Schriftsteller und Résistance-Kämpfer Jean Cassou, verfasste er ein Memorandum zu diesen Themen und versuchte es im August 1950 in eine Resolution des Präsidiums des Ständigen Komitees umzusetzen.  Die drei Forderungen – Ergänzung des Stockholmer Appells um ein Aggressionsverbot, Wiederzulassung Jugoslawiens, UN-Vermittlung in Korea – wurden jedoch nicht einmal beraten, geschweige denn angenommen.
Bei seinem letzten Auftritt in der Friedensbewegung, im November 1950 auf dem Ersten Weltfriedenskongress in Warschau, sprach er noch schärfer als zuvor nicht nur die Reizthemen Jugoslawien und Korea, sondern auch die chinesische Invasion in Tibet an. Er erklärte zudem: „Heute würde ich den Stockholmer Appell nicht mehr unterschreiben.“ Erwartungsgemäß reagierten die Kongressteilnehmer ablehnend auf diese Rede; Rogge wurde nicht in den neuen Weltfriedensrat gewählt.

## Politische Kehrtwende
Etwa zu dieser Zeit vollzog Rogge eine radikale politische Kehrtwendung. Sie machte sich vor allem an zwei öffentlich weithin sichtbaren Ereignissen fest: dem Spionageprozess gegen Ethel und Julius Rosenberg im Frühjahr 1951 und dem Verfahren gegen das Peace Information Center und W. E. B. Du Bois im Herbst 1951.

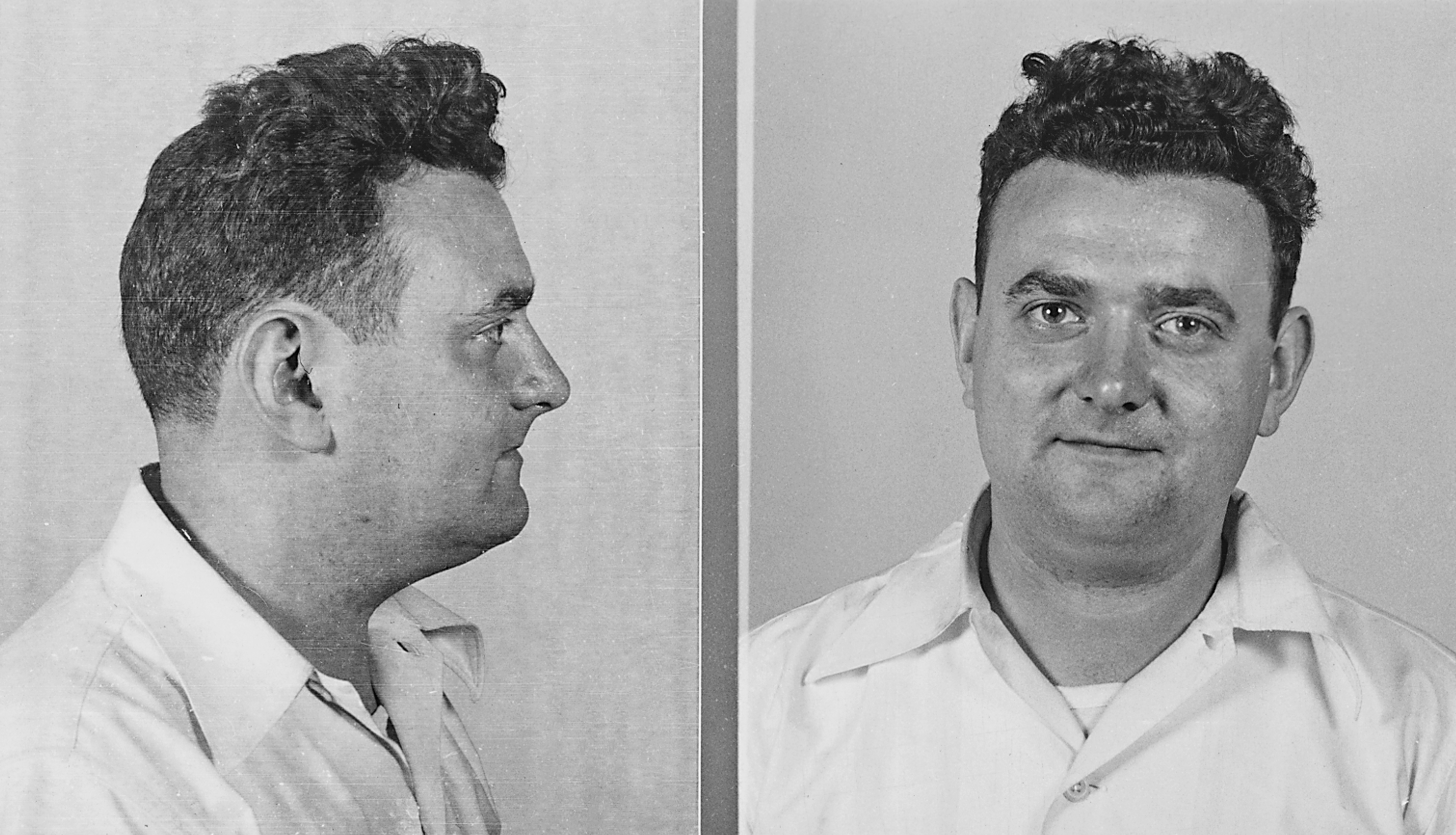
Polizeifoto von David Greenglass

Im Juni 1950 wurde David Greenglass, ein ehemaliger Mitarbeiter am Atomzentrum Los Alamos, unter dem Vorwurf verhaftet, Informationen über die Atombombe an sowjetische Agenten weitergegeben zu haben. Rogge übernahm die Verteidigung von Greenglass und seiner Frau, Ruth Greenglass, die ebenfalls beschuldigt wurde. Alsbald gestand Greenglass seine Beteiligung und belastete seinen Schwager Julius Rosenberg schwer, der kurz darauf festgenommen wurde. Rogge überzeugte Greenglass, als Zeuge der Anklage gegen die Rosenbergs aufzutreten, da dies seine Chancen vor Gericht verbessern werde. In Verhandlungen mit dem Staatsanwalt, Irving H. Saypol, versuchte er einen Deal herauszuholen: eine begrenzte Freiheitsstrafe für Greenglass und einen Verzicht auf Verfolgung von Ruth Greenglass im Tausch gegen sein Zeugnis für die Anklage gegen die Rosenbergs. Nach zeitgenössischen Berichten kamen Rogge und Saypol „praktisch Arm in Arm“ aus dem Gerichtssaal.
Zunächst hatte Greenglass in erster Linie Julius Rosenberg belastet. In der Gerichtsverhandlung im Frühling 1951 machte er jedoch darüber hinaus weit reichende Angaben über seine eigene Schwester, Ethel Rosenberg: Er habe persönlich gesehen, wie sie Geheimberichte über die Atombombe getippt habe. Dies war die einzige Zeugenaussage, auf die sich das Todesurteil gegen Ethel Rosenberg stützen konnte – und auch das Todesurteil gegen Julius Rosenberg wäre wohl ohne Greenglass' Zeugnis und Rogges Mitwirkung nicht zustande gekommen, wie Roy Cohn, damals der Staatsanwaltschaft beigeordnet, rückblickend meinte. Am 5. April 1951 erging das Urteil: Ethel und Julius Rosenberg wurden zum Tode, Greenglass zu 15 Jahren Haft verurteilt, seine Frau ging straffrei aus. Ein Revisionsbegehren Rogges gegen Greenglass' Urteil war nicht erfolgreich.

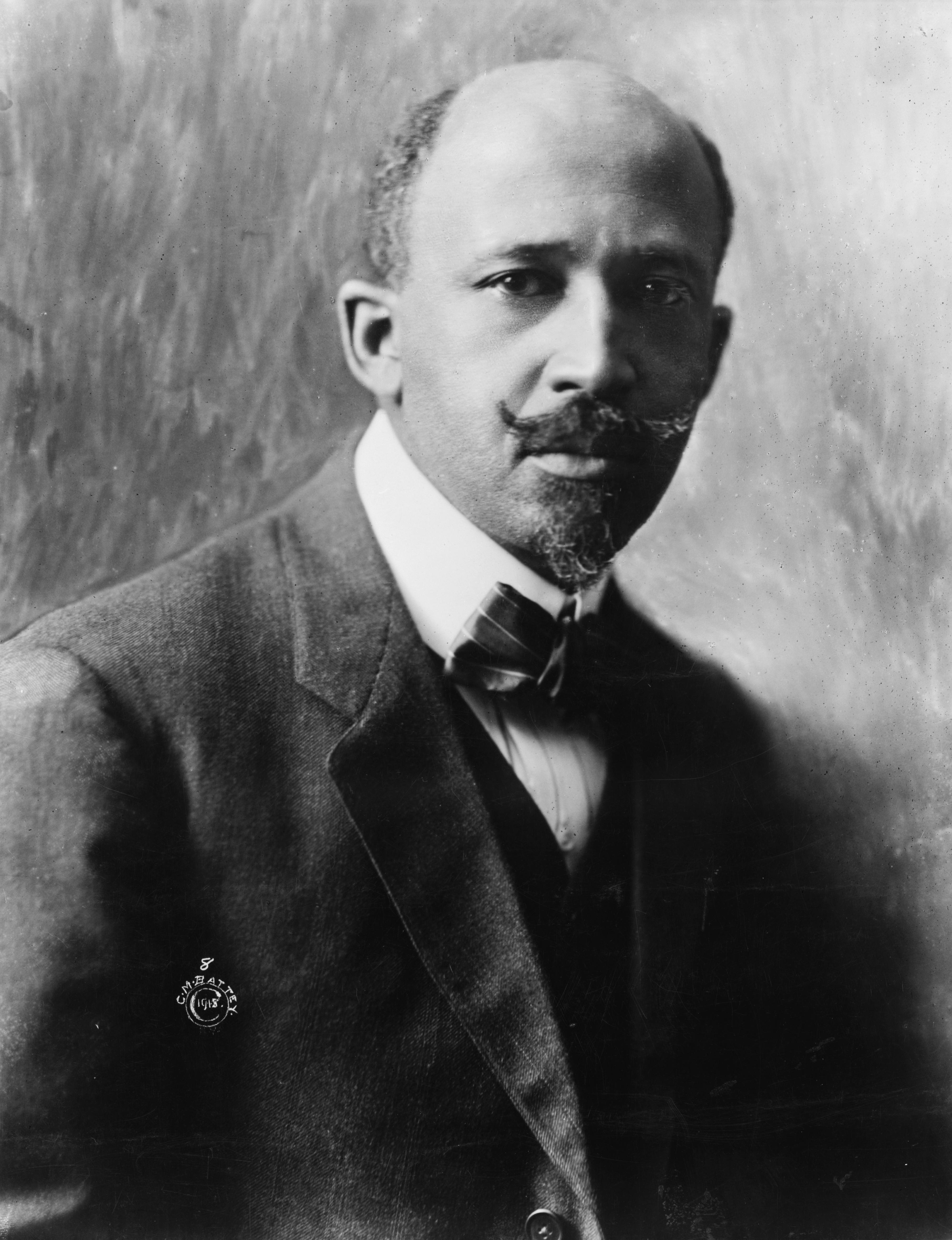
W. E. B. Du Bois 1918

Im selben Jahr trat er in einem Verfahren gegen das Peace Information Center als Zeuge der Anklage auf. Diese Organisation, zu deren Gründungsmitgliedern Rogge selbst gehörte, hatte sich zur Aufgabe gesetzt, den Stockholmer Appell zur Ächtung der Atombombe in den USA zu verteilen. Im Februar 1951 wurde der 82-jährige Historiker und schwarze Bürgerrechtler W. E. B. Du Bois, der zuvor gemeinsam mit Rogge als amerikanischer Delegierter bei verschiedenen Friedenskongressen aufgetreten war, zusammen mit vier weiteren Organisationsmitgliedern nach dem Smith Act angeklagt: Er sei als „Agent eines ausländischen Prinzipals“, nämlich des Ständigen Komitees des Weltkongresses der Kämpfer zur Verteidigung des Friedens, tätig geworden, ohne sich entsprechend registrieren zu lassen. Den Angeklagten drohte eine Geldstrafe von 10.000 Dollar und fünf Jahre Gefängnis.
Im November 1951 begann die Verhandlung. Rogge stand als Zeuge der Anklage nicht nur Du Bois gegenüber, sondern auch seinem einstigen Mitkämpfer aus der American Labor Party, Vito Marcantonio, der Du Bois unentgeltlich verteidigte. Es kam zu heftigen Wortgefechten. Über die Anklage noch hinausgehend, versuchte Rogge zu beweisen, dass das Peace Information Center nicht nur als Agent des Ständigen Komitees, sondern sogar als direkte Propagandaagentur der sowjetischen Politik aufgetreten sei. Doch der Prozess endete mit einem vollständigen Freispruch aller Angeklagten.
Rogge galt seinen alten Freunden auf der Linken nun als Verräter und Rassist. Du Bois verlieh ihm in seiner Autobiografie sogar den beleidigenden Spitznamen „Rogge the Rat“ (Rogge, die Ratte).

## Rückzug von der politischen Bühne
Nach dieser Niederlage verzichtete Rogge auf weitere politische Auftritte. Er betrieb nun gemeinsam mit einem Partner eine Rechtsanwaltskanzlei in New York. Noch einmal geriet sein Name in die internationale Presse: Im Frühling 1953 wurden vertrauliche Unterlagen über den Rosenberg-Prozess, die aus seiner Kanzlei entwendet worden waren, der französischen Zeitschrift Combat zugespielt. Aus ihnen ging hervor, dass David Greenglass psychisch instabil war und seine Aussagen über die Beteiligung der Rosenbergs auf Anforderungen des FBI hin mehrfach verändert hatte. Die internationale Kampagne gegen die Vollstreckung des Todesurteils an den Rosenbergs konnte sich auf diese Unterlagen stützen, erzielte jedoch keinen Erfolg: Die Hinrichtung fand am 19. Juli 1953 statt.
Rogges weitere juristische Tätigkeit ähnelte jedoch in vielen Punkten seinen früheren Aktivitäten. Er war an einer Reihe von Prozessen gegen Einschränkungen der Meinungsfreiheit beteiligt, so verteidigte er etwa 1956 einen New Yorker Buchhändler, der wegen der Verbreitung obszöner Schriften angeklagt war. Rogge vertrat Organisationen ethnischer Minderheiten und sozial Benachteiligter und engagierte sich für die Gleichberechtigung der Frau. Ferner veröffentlichte er zahlreiche Bücher und Zeitschriftenaufsätze. Unter anderem schrieb er über die Bedeutung des First Amendment und des Fifth Amendment, also derjenigen Verfassungszusätze der USA, die Einschränkungen der Meinungsfreiheit und des Rechtsschutzes prinzipiell untersagen, und publizierte in einem Buch seine gesammelten Erkenntnisse über die nationalsozialistische Unterwanderung in den USA, die ihn 1946 das Amt des Assistant Attorney General gekostet hatten.
Mit 77 Jahren starb Rogge im Beth Israel Medical Center in New York an Krebs.

## Rezeption
In den Jahren 1949 bis 1951 war Rogges Tätigkeit Gegenstand erbitterter politischer Auseinandersetzungen. Das galt insbesondere für die Ereignisse des Jahres 1951, die als extremer Bruch mit seiner politischen Vergangenheit wahrgenommen wurden und besonders auf der Linken heftige Reaktionen hervorriefen. So wurde Rogge unter anderem verdächtigt, ein CIA-Agent zu sein, sich angesichts seiner linken Vergangenheit mit seinen Auftritten Liebkind bei der Rechten gemacht zu haben, aus Ehrgeiz oder Rassenhass gehandelt zu haben.
Die wissenschaftliche Rezeption dieses Intellektuellen ist bisher jedoch sehr bescheiden geblieben. Lediglich der australische Sozialwissenschaftler Phillip Deery hat bislang einen monografischen Aufsatz über Rogge in der Zeitschrift Cold War History veröffentlicht. Wie schon die zeitgenössische Rezeption stellt auch Deery die Frage der Gründe für die abrupte politische Kehrtwendung Rogges 1951 in den Mittelpunkt. Er stellt die These auf, dass im Klima des McCarthyismus und des beginnenden Kalten Krieges eine unabhängige Position ‚zwischen den Blöcken‘ praktisch keinen Spielraum mehr hatte: „Rogge glaubte, er könne eine Art Mittelposition für sich und andere schaffen. Aber die Gegensätze des Kalten Krieges erwiesen sich als zu extrem … Der Fall Rogge unterstreicht das Dilemma vieler amerikanischer Intellektueller Ende der 1940er Jahre: entweder Gefahr zu laufen, mit den Kommunisten in einem Topf zu landen, oder sich dem antikommunistischen Kreuzzug anzuschließen. Rogge tat keins von beiden.“

## Schriften
- Our Vanishing Civil Liberties. New York: Gaer, 1949
- Why Men Confess. New York: Nelson, 1959.
- The First and the Fifth, With Some Excursions Into Others. New York: Nelson, 1960.
- The Official German Report: Nazi Penetration 1924–1942. Pan-Arabism 1939–Today. New York: Yoseloff, 1961.